# Apurimacia michelii
Apurimacia michelii är en ärtväxtart som först beskrevs av Henry Hurd Rusby, och fick sitt nu gällande namn av Hermann August Theodor Harms. Apurimacia michelii ingår i släktet Apurimacia och familjen ärtväxter. Inga underarter finns listade i Catalogue of Life.